# Коритен
Коритен (болг. Коритен) — село в Болгарии. Находится в Добричской области, входит в общину Крушари. Население составляет 310 человек.

## Политическая ситуация
В местном кметстве Коритен, в состав которого входит Коритен, должность кмета (старосты) исполняет Сейфула Мехмедалин Сейфула (Движение за права и свободы (ДПС)) по результатам выборов правления кметства.
Кмет (мэр) общины Крушари — Добри Стоянов Стефанов (Движение за права и свободы (ДПС)) по результатам выборов 2007 года в правление общины.